# Ковриђи (Горж)
Ковриђи (рум. Covrigi) насеље је у Румунији у округу Горж у општини Вађулешти. Oпштина се налази на надморској висини од 214 m.

## Становништво
Према подацима из 2002. године у насељу је живело 1151 становника, од којих су сви румунске националности.